# Auto de fe (novela)
Auto de fe es la única novela de Elias Canetti, premio Nobel de literatura. Publicada en Viena en 1935.

## Reseña
«Auto de fe». Bajo el título El Deslumbramiento (Die Blendung). El título de la traducción al inglés Auto-da-fe (de C.V. Wedgwood, 1946) hace referencia a la quema de herejes en la Inquisición. El libro fue prohibido por los nazis y obtuvo el reconocimiento que tiene actualmente tras el éxito de Masa y poder (1960).
El protagonista es Peter Kien, un sinólogo, cuya vida está consagrada al estudio y que no conoce otra pasión que los libros. Teme cualquier contacto social y físico. Su piso es una inmensa biblioteca de 25.000 volúmenes. Kien no puede abandonarlo sin llevar consigo algunos títulos y no se ausenta más que durante una hora cada mañana. Es considerado un especialista a nivel mundial, aunque rehúsa participar en el más mínimo coloquio. 
Vive satisfecho hasta que contrae matrimonio con su sirvienta, Teresa, una mujer ignorante que se revela como un personaje abyecto, dispuesta a todo para conseguir dinero, inclusive a vender los libros de su esposo, cuando ésta consigue echarlo de su propia casa. Ella tendrá la ayuda de Benedikt Pfaff, el conserje proto-fascista de su condominio. 
Kien desciende a las profundidades de la sociedad, donde conoce al enano Ficherle, un gigoló y hampón obsesionado con el ajedrez y con poder derrotar en Estados Unidos a Capablanca. Posteriormente su hermano, George Kien, famoso psiquiatra de Paris, trata en vano de curarle, logrando recuperar el apartamento usurpado. Luego de que George se marcha para su Hospital Psiquiátrico en Francia, del cual es Director, Peter Kien encuentra un final apocalíptico en el laberinto de su biblioteca, mientras busca por la alfombra los restos de Teresa, que su imaginación daba por muerta por autofagia.